# Copa República FBF
La Copa República fue el primer torneo oficial de carácter nacional que organizó la Federación Boliviana de Fútbol en el año 1958, aparte de ser el primer torneo oficial con formato de Copa Nacional organizado en el país.

## Antecedentes
El Fútbol boliviano fue uno de los últimos en convertirse en profesional, casi 20 años después que los principales países practicantes de este deporte en el continente.
Es así que ante la poca fuerza de la FBF para emprender este importante cambio, es la LPFA, la que decide encabezar esta reforma y profesionalizarse por su cuenta.
Por tanto desde 1950 los torneos de la LPFA se convierten en los únicos torneos profesionales de Bolivia y por tanto sus ganadores son considerados campeones nacionales.
En 1954 y 1956 se suman los clubes de Oruro, primero San José y luego Oruro Royal. En 1955 lo hacen los clubes de Cochabamba, Aurora y Wilstermann, con lo que el Campeonato de Primera División de la AFLP se convierte en el torneo más importante del país, dejando a la FBF en segundo plano.
```
Por otro lado, la 
Conmebol
 llevaba años intentando organizar un torneo continental. Desde el 
Campeonato Sudamericano de Campeones
 de 1948, no se había vuelto a organizar un torneo tan exitoso y para 1955, la organización de uno se había convertido en una necesidad imperiosa, ya que 
Europa
 había inaugurado el suyo. Es así que en los años siguientes se intenta poner de acuerdo a las distintas federaciones nacionales sin éxito, aunque la organización del torneo era inminente año tras año. Para 1957 se tenía ya en mente organizar el torneo, y es así que a finales de ese año y principios de 1958,
[
1
]
 la 
Conmebol
 envía una solicitud a cada federación para que presentase un Campeón.
```

Así por tanto la FBF aprovecha para organizar su primer Torneo Nacional de Clubes Profesional, pues hasta entonces, sólo había organizado torneos en la época amateur en los años 1947, 1948 y 1949.

## Organización del Torneo[2]
Este Torneo se organizó en el formato de Copa, es decir, por eliminación directa.
Participaron 8 clubes profesionales de las 3 principales asociaciones, a saber la AFLP, la AFC y la AFO.
Estos Clubes fueron:
La Paz
```
* 
Club The Strongest

* 
Club Always Ready

* 
Club Chaco Petrolero

* 
Deportivo Municipal
```

Cochabamba
```
* 
Club Aurora

* 
Club Deportivo Jorge Wilstermann
```

Oruro
```
* 
Club San José

* 
Internacional
```

El Torneo se realizó por primera vez en tres escenarios distintos, que fueron el Estadio Hernando Siles de La Paz, el Estadio Jesús Bermúdez de Oruro y el Estadio Félix Capriles de Cochabamba, el formato del torneo consistía en partidos de ida y vuelta donde se tomaba en cuenta el gol de diferencia.
El primer partido del Torneo enfrentó a The Strongest e Internacional en La Paz el 2 de febrero de 1958 con victoria del primero por 4 a 1.

### Fase final
|  | Cuartos de final    | Cuartos de final   | Cuartos de final   |   |                   | Semifinales          | Semifinales          | Semifinales          |  |  | Final               | Final               | Final               |
|  | Del 2-feb al 9-feb  | Del 2-feb al 9-feb | Del 2-feb al 9-feb |   |                   | Del 13-feb al 23-feb | Del 13-feb al 23-feb | Del 13-feb al 23-feb |  |  | Del 27-feb al 2-mar | Del 27-feb al 2-mar | Del 27-feb al 2-mar |
|  |                     |                    |                    |   |                   |                      |                      |                      |  |  |                     |                     |                     |
|  | The Strongest       | 4                  | 2                  |   |                   |                      |                      |                      |  |  |                     |                     |                     |
|  | Internacional       | 1                  | 3                  |   |                   |                      |                      |                      |  |  |                     |                     |                     |
|  | Internacional       | 1                  | 3                  |   | The Strongest     | 2                    | 2                    |                      |  |  |                     |                     |                     |
|  |                     |                    |                    |   | The Strongest     | 2                    | 2                    |                      |  |  |                     |                     |                     |
|  |                     | Always Ready       | 1                  | 2 |                   |                      |                      |                      |  |  |                     |                     |                     |
|  | San José            | Always Ready       | 1                  | 2 | 2                 | 2                    |                      |                      |  |  |                     |                     |                     |
|  | San José            |                    |                    |   | 2                 | 2                    |                      |                      |  |  |                     |                     |                     |
|  | Always Ready        | 2                  | 5                  |   |                   |                      |                      |                      |  |  |                     |                     |                     |
|  |                     |                    |                    |   |                   |                      |                      |                      |  |  | The Strongest       | 2                   | 0                   |
|  |                     |                    | Jorge Wilstermann  | 0 | 1                 |                      |                      |                      |  |  |                     |                     |                     |
|  | Jorge Wilstermann   | 6                  | 2                  |   |                   |                      |                      |                      |  |  |                     |                     |                     |
|  | Chaco Petrolero     | 3                  | 2                  |   |                   |                      |                      |                      |  |  |                     |                     |                     |
|  | Chaco Petrolero     | 3                  | 2                  |   | Jorge Wilstermann | 3                    | 4                    |                      |  |  |                     |                     |                     |
|  |                     |                    |                    |   | Jorge Wilstermann | 3                    | 4                    |                      |  |  |                     |                     |                     |
|  |                     | Aurora             | 1                  | 2 |                   |                      |                      |                      |  |  |                     |                     |                     |
|  | Deportivo Municipal | Aurora             | 1                  | 2 | 2                 | 1                    |                      |                      |  |  |                     |                     |                     |
|  | Deportivo Municipal |                    |                    |   | 2                 | 1                    |                      |                      |  |  |                     |                     |                     |
|  | Aurora              | 2                  | 3                  |   |                   |                      |                      |                      |  |  |                     |                     |                     |

### Final
A la final llegaron los dos mejores equipos, que fueron The Strongest y Wilstermann. El partido de ida se jugó en La Paz el jueves 27 de febrero con victoria de The Strongest por 2 a 0 y la vuelta se jugó el sábado 2 de marzo en Cochabamba con victoria local por 1 a 0, proclamándose el equipo paceño Campeón de este histórico primer torneo con formato de Copa Nacional por diferencia de gol.
Partido de ida
| 27 de febrero de 1958 | The Strongest      | 2:0 | Wilstermann | Estadio Hernando Siles, La Paz  |                                 |
|                       | Max Ramírez · Ruíz |     |             | Asistencia: 25.000 espectadores | Asistencia: 25.000 espectadores |

Partido de vuelta
| 2 de marzo de 1958 | Wilstermann         | 1:0 | The Strongest | Estadio Felix Capriles, Cochabamba |                                 |
|                    | a.g.'Rolando Vargas |     |               | Asistencia: 10.000 espectadores    | Asistencia: 10.000 espectadores |

| Campeón de la Copa República de la FBF The Strongest 1º Título de Copa Nacional |

## Desenlace
El 4 de marzo, la Comisión Organizadora del Torneo declaró a The Strongest Campeón. Estaban muy cerca de celebrarse las bodas de oro del Club The Strongest por lo que se decidió que el acto de premiación y la entrega del trofeo se realizaría un mes después. Es así que este se otorga en ceremonia organizada el 5 de abril con la presencia del Presidente de la República, don Hernán Siles Suazo.
Sin embargo, la Conmebol decidió que aquel año tampoco se organizaría el torneo continental previsto, y no fue hasta finales de 1958 que recién se sentaría una base sólida para su organización que al fin se realizaría el año 1960. The Strongest por tanto no pudo ser el primer representante boliviano en un torneo internacional oficial.
Ese honor al contrario recaería sobre Jorge Wilstermann quien se consagraría campeón del Torneo Nacional organizado el año 1959, debutando así el año 1960 en la primera Copa Libertadores de América.